# Galactica Rush
Galactica Rush è un album discografico della cantante statunitense Jhelisa del 1994. L'album, di genere jazz, è il primo album di cover di Jhelisa ed è stato pubblicato il 22 novembre 1994 dall'etichetta discografica Microphonica distribuita dalla Sony.

## Tracce
1. Galactica Rush
2. There's Nothing Wrong
3. Hold My Peace
4. Whirl Keeps Turning
5. Death Of A Soul Diva